# 原田夏希
原田 夏希（はらだ なつき、1984年〈昭和59年〉7月7日 - ）は、日本の女優、ファッションモデル。
オスカープロモーション所属。

## 来歴
静岡県静岡市出身。静岡県立静岡高等学校を経て、2007年に明治大学文学部文学科演劇学専攻卒業。模範卒業生にも選ばれている。
中学2年の時に、静岡市内で行われている大道芸ワールドカップin静岡を見て同級生と立ち話をしている時にスカウトされる。高校と大学進学を条件に芸能界入りを両親が了承し、CMなど学業優先で夏休みなどの長期休暇で出来る仕事に限定して芸能活動を開始した。2001年、映画『ココニイルコト』で女優デビュー。
大学入学を機に上京し、芸能活動を本格的に開始。2004年度下半期のNHK連続テレビ小説『わかば』の主人公・高原若葉役を演じ、知られるようになった。朝ドラのオーディションに挑戦したのは5回目で、1913人の中からの抜擢だった。『わかば』は2005年8月に東京都の明治座で舞台公演化され、引き続き主役を務めた。同年開催された「愛・地球博」（愛知万博）では、長久手町会場で展示された「バイオラング」といわれる緑化壁のアンバサダーに就任した。
『わかば』の後は再び学業を優先させたが、2007年の明治大学卒業以降活動の場を広げ、ドラマ・映画・舞台と幅広く活躍を続けている。2008年には『ハチミツとクローバー』で初の民放連ドラレギュラー出演の他、大河ドラマ『篤姫』に出演。秋には長編映画初ヒロインとなる『イエスタデイズ』が公開された。2012年度にはTBSラジオ『原田夏希 宴もたけなわではございますが』でパーソナリティを務めた。
ウイングスジャパン、アイディープランニングを経て、2014年7月にオスカープロモーションへ移籍。
2014年に友人の紹介を通じて知り合い2016年1月より交際していた同年齢の医師と、5か月の交際期間を経て同年6月2日に結婚した。翌2017年1月に第1子の妊娠を発表、同年6月に出産した。
2019年、夫の仕事の都合でハワイに移住。9月に第2子を出産。ファッション雑誌『VERY』のレギュラーモデルなどを務める。
2021年12月28日、秋に第3子を出産したことを報告。
2024年に静岡に移住。

## 人物
- 声優の小野友樹は高校の同級生[15][16]。
- 憧れの女優は宮沢りえ、理想の男性はレオナルド・ディカプリオ[1]。
- 趣味は旅行、特技はピアノ[4]。
- 「未来につなぐ自然食研究会」（高橋（西澤）公美主宰）自然食研究会認定講師として2024年より味噌作り教室を開いている[17]。

## 出演

### テレビドラマ
- エースをねらえ! 第5話（2004年2月12日、テレビ朝日）
- 連続テレビ小説 わかば（2004年9月27日 - 2005年3月26日、NHK総合） - 主演・高原若葉 役
- ヤンキー母校に帰る 不良少年の夢（2005年3月27日、TBS） - ヒロイン・金井志穂 役
- 出雲の阿国 第4話 - 最終話（2006年3月17日 - 31日、NHK総合） - お菊 役
- 小早川伸木の恋 第6話 - 第9話、最終話（2006年2月16日 - 3月9日・23日、フジテレビ） - 鹿浜匠子 役
- マチベン 第4話（2006年4月29日、NHK総合） - 亀井雅美 役
- クロサギ 第7話（2006年5月26日、TBS） - 高橋佳子 役
- 世にも奇妙な物語 06'秋の特別編「昨日公園」（2006年10月2日、フジテレビ） - 中島典子 役
- 嫌われ松子の一生 第7章（2006年11月23日、TBS） - 市川琴美 役
- アテンションプリーズ スペシャル ハワイ・ホノルル編（2007年1月13日、フジテレビ） - リサ・ナカタ 役
- まるまるちびまる子ちゃん 20年後の同窓会（2007年7月12日、フジテレビ） - 城ヶ崎さん 役
- 陽炎の辻〜居眠り磐音 江戸双紙〜（2007年7月19日 - 10月11日、NHK総合） - おきね 役
- 花ざかりの君たちへ〜イケメン♂パラダイス〜 第5話（2007年7月31日、フジテレビ） - 田辺可南子 役
- ハチミツとクローバー（2008年1月8日 - 3月18日、フジテレビ） - 山田あゆみ 役
- 大河ドラマ 篤姫（2008年10月 - 12月、NHK総合） - お琴 役[5]
- 落日燃ゆ（2009年3月15日、テレビ朝日） - 廣田登代子 役
- 平岩弓枝作家50年記念 嫁の座（2009年5月29日、フジテレビ） - 田中智 役
- 必殺仕事人2009 第20話（2009年6月12日、朝日放送・テレビ朝日） - 尾山田貴恵 役
- オルトロスの犬（2009年7月24日 - 9月25日、TBS） - 前園千春 役
- 松本清張ドラマスペシャル 顔（2009年12月29日、NHK総合） - 山田ミヤ子/葉山瞳 二役
- ハンチョウ〜神南署安積班〜 シリーズ2 第8話（2010年3月1日、TBS） - 田中麻美/岸川睦美 二役
- 日本人の知らない日本語（2010年7月15日 - 9月30日、読売テレビ） - 鹿取みゆき（カトリーヌ） 役
- 私が初めて創ったドラマ「正体」（2010年12月3日、NHK総合） - 主演・女 役
- 下町ロケット（2011年8月21日 - 9月18日、WOWOW） - 鈴木智美 役
- 赤い霊柩車29 慟哭の再会（2012年4月13日、フジテレビ） - 水尾リサ 役
- リーガル・ハイ 第3話（2012年5月1日、フジテレビ） - 村瀬美由紀 役
- 黒の女教師 第2話（2012年7月27日、TBS） - 長見香奈 役
- 京都地検の女 第8シリーズ 第3話（2012年8月2日、テレビ朝日） - 春田美津子 役
- 遺留捜査 第2シリーズ 第5話（2012年8月16日、テレビ朝日） - 長瀬紗英 役
- 大奥〜誕生［有功・家光篇］ 第1話（2012年10月12日、TBS） - 小菊 役
- 森村誠一の終着駅シリーズ・殺意の奔流（2012年10月27日、テレビ朝日） - 伊沢美穂 役
- レジデント〜5人の研修医 第5話（2012年11月15日、TBS） - 水野あおい 役
- プレミアムよるドラマ てふてふ荘へようこそ 第5話（2012年11月24日、NHK BSプレミアム） - 槇真由美 役
- プレミアムドラマ 命のあしあと（2013年1月27日、NHK BSプレミアム） - 佐伯玲子 役
- BS-TBSスペシャル時代劇 臥竜の天〜伊達政宗 独眼竜と呼ばれた男〜（2013年3月9日、BS-TBS） - 愛姫 役
- 大岡越前（2013年3月 - 4月、NHK BSプレミアム） - 千春 役
  - 大岡越前2（2014年10月3日 - 12月5日、NHK BSプレミアム）
- 刑事シュート しゅうと&ムコの事件日誌4（2013年4月1日、TBS） - 羽田由美子 役
- リバース〜警視庁捜査一課チームZ〜（2013年4月5日、日本テレビ） - 大野千鶴 役
- 謎解きはディナーのあとで スペシャル〜風祭警部の事件簿〜（2013年8月2日、フジテレビ） - 前田俊子 / 安城美穂子 役
- 浅見光彦シリーズ48 幻香（2013年9月6日、フジテレビ） - ヒロイン・国井由香 役
- 鍵のない夢を見る 最終夜「君本家の誘拐」（2013年9月29日、WOWOW）[18] - 照井理彩 役
- 金曜プレステージ新春特別企画 HAMU －公安警察の男－（2014年1月10日、フジテレビ） - 桜井真智 役
- 西村京太郎トラベルミステリー62「寝台特急カシオペア＆スーパーひたち連続殺人」（2014年7月12日、テレビ朝日） - 福沢美登里 役
- 天才刑事・野呂盆六9（2014年7月19日、テレビ朝日） - 氏原ケイ 役
- 匿名探偵 第6話（2014年8月15日、テレビ朝日）[19] - 花堂彩香 役
- すべてがFになる 第3話 - 第4話（2014年11月4日 - 11日、フジテレビ） - 香山マリモ 役
- 相棒 Season13 第4話（2014年11月5日、テレビ朝日） - 浅木真彩 役
- セイアン〜生活安全特捜隊（2014年11月29日、テレビ朝日） - 寺町由里子 役
- 負け組法律事務所〜沈黙する証人〜（2015年1月28日、テレビ東京） - 中里実花 役
- 出入禁止の女〜事件記者クロガネ〜 最終話（2015年2月26日、テレビ朝日） - 野口飛鳥 役
- 松本清張 黒い画集-草-（2015年3月25日、テレビ東京） - 滝沢歩美 役
- 最強のふたり〜京都府警 特別捜査班〜（2015年7月16日 - 9月10日、テレビ朝日） - 宮沢春子 役
- 狩矢警部シリーズ15・京都タペストリー殺人事件（2015年12月7日、TBS） - 三戸陽子 役
- 警視庁ゼロ係〜生活安全課なんでも相談室〜（2016年1月15日 - 2月26日、テレビ東京） - 安智理沙子 役
- オバベン -京都ふたりの女弁護士-2（2016年2月29日、TBS） - 一之瀬真央 役
- 共犯 元刑事 永井耕作の誘拐捜査（2016年5月25日、テレビ東京） - 海老沢早苗 役[20]
- 伝七捕物帳（2016年7月15日 - 9月9日、NHK BSプレミアム） - 小春 役[21]
- 透明なゆりかご 第9話（2018年9月14日、NHK総合） - 長谷川侑子 役[22]
- キャスター 第1話（2025年4月13日、TBS） - 相原拓海の母親 役[23]

### 映画
- ココニイルコト（2001年6月23日公開） - 門倉めぐみ 役
- ピンポン（2002年7月20日公開） - 片瀬高校女子生徒 役
- 巡査と夏服（2003年12月） - ヒロイン・神崎麻里子 役
- チェリーパイ（2006年10月7日公開） - 高木文 役
- スマイル 聖夜の奇跡（2007年12月15日公開） - 沢田美佳 役
- イエスタデイズ（2008年11月1日公開） - ヒロイン・真山澪 役
- その日のまえに（2008年11月1日公開） - くらんぼん/宮澤とし子 二役
- 僕の初恋をキミに捧ぐ（2009年10月24日公開） - 上原照 役
- この空の花 長岡花火物語（2012年4月7日公開） - 井上和歌子 役
- 極道の妻たち Neo（2013年6月8日公開）[24] - 加藤アザミ 役
- 野のなななのか（2014年5月17日公開） - 高橋良子 役
- 無花果の森（2014年6月14日公開） - 新谷泉 役
- 鋼の錬金術師（2017年12月1日公開） - グレイシア・ヒューズ 役[25]

### 舞台
- わかば（2005年8月5日 - 28日、明治座） - 主演・高原若葉 役
- サ・ビ・タ〜雨が運んだ愛〜 - ヒロインユ・ミリ 役
  - （2008年7月26日 - 8月17日、シアタートラム）
  - （2010年3月26日 - 4月4日、本多劇場ほか全国ツアー）
- ゴッドスペル（2010年12月5日 - 26日、シアタートラム）
- Endless SHOCK（2011年2月5日 - 3月10日、帝国劇場） - リカ 役[26]
- パレード（2012年1月16日 - 2月5日、天王洲銀河劇場） - 相馬未来 役
- ドン・ドラキュラ（2015年4月）
- 葛河思潮社 第五回公演『浮標』（2016年8月4日 - 8月7日、KAAT神奈川芸術劇場 他） - 美緒 役[27]

### バラエティ
- run for money 逃走中2012〜大江戸シンデレラ〜（2012年1月8日、フジテレビ） - さくら 役

ほか多数

### ラジオドラマ
- DINER（ダイナー）（2013年2月25日 - 3月8日、NHK-FM） - 主演・オオバカナコ 役[28]

### ラジオ
- 原田夏希 宴もたけなわではございますが（2012年4月8日 - 2013年3月、TBSラジオ）

### CM他
- NTT-X goo.ne.jp 「私はね、サイトの中にしか、いないんだよ」（2000年6月）
- マクドナルド『マクドナルド・おいしい悲鳴編』（2002年2月）
- ヤマザキナビスコ『チップスターもしもしベアーキャンペーン』（2002年8月）
- ナナオ『EIZO AirView』（2003年秋 - 年契）
- 朝日新聞『朝日新聞 Club Zest』（2003年11月16日 - 年契）
- 土屋組『そうなんだ…！篇』（2004年3月 - ）
- NHK - 新潟県中越地震義援金募集のお知らせ
- シオノギ製薬『セデスキュア』（2005年7月 - 年契）
  - 『試着』篇
  - 『身支度』篇
- ケンタッキーフライドチキン『2005年 クリスマスキャンペーン』（2005年11月24日 - ）
- オーキッドクィーン2005
- 全国信用金庫協会[5] - 静岡県信用金庫協会、奈良中央信用金庫など各地で異なるCMもある。
- 国土交通省、不正改造防止推進協議会「不正改造車排除強化月間」ポスター（2006年6月）
- 秀英予備校（2007年1月 - ）※本人自らが通っていた塾
- 資生堂 TSUBAKI
  - 『'07 TSUBAKI 春』篇（2007年4月 - ）
  - 『'07 TSUBAKI 光』篇（2007年7月 - ）
- au by KDDI（2008年12月 - ）- 松本潤と共演。
  - 『au BOX音楽』篇
  - CA001『見送り』篇
- サントリー天然水（南アルプス）『花嫁』篇（2010年4月 - ）
- ノエビア ノエビア99 モイストロ−ション（2010年9月 - ）
- 静岡ターミナル開発 静岡駅ビルパルシェ（2011年9月 - ）リニューアルオープンに伴うイメージキャラクター
- Sissy『ストロベリー』PV
- 日本生命『こんな仕事もある』篇（2017年冬 - ）

## 書籍

### 写真集
- Vega!（2001年11月22日、彩文館出版、撮影：野村誠一）ISBN 978-4916115690
- はじめてのイタリア紀行（2005年8月3日、アップフロントブックス、撮影：野村誠一）ISBN 978-4847028731